# Freddie Mitchell
Freddie Lee Mitchell II (Lakeland, 28 novembre 1978) è un ex giocatore di football americano statunitense che ha militato nel ruolo di wide receiver nella National Football League (NFL).

## Carriera
Al college Mitchell giocò a football ad UCLA, venendo premiato come All-American. Fu scelto come venticinquesimo assoluto nel Draft NFL 2001 dai Philadelphia Eagles. Iniziò la sua prima stagione come quarto ricevitore nelle gerarchie della squadra ma superò Na Brown diventando il ricevitore nello slot nella settimana 8. Quando gli Eagles acquisirono Antonio Freeman prima della stagione 2002, Mitchell tornò il quarto ricevitore e ricevette solo 12 passaggi in tutto l'anno. Tornò il ricevitore nello slot nel 2003 dopo che Freeman lasciò la squadra. Nella gara del divisional round dei playoff contro i Green Bay Packers, su una situazione di quarto down e 26, ricevette un passaggio da 28 yard da Donovan McNabb, contribuendo alla vittoria della squadra ai tempi supplementari. Tale azione è passata alla storia come "4th and 26". Chiuse la stagione 2003 con un record in carriera di 35 ricezioni, per 498 yard e 2 touchdown.
La presenza di Terrell Owens nel 2004 limitò le opportunità per Mitchell che mostrò la sua frustrazione dentro e fuori dal campo. Quando Owen si infortunò a una caviglia verso la fine della stagione, Mitchell lo sostituì come titolare ed ebbe una prestazione da due touchdown contro i Minnesota Vikings nei playoff. Dopo la partita, il giocatore disse: "Voglio solo ringraziare le mie mani per essere così fantastiche." Nella settimana che precedette il Super Bowl XXXIX contro i New England Patriots, creò una controversia offendendo i membri della linea secondaria avversaria, incluso Rodney Harrison. Nel Super Bowl ricevette un passaggio da 11 yard nella sconfitta e gli Eagles lo svincolarono il 6 maggio 2005. Firmò con i Kansas City Chiefs poco dopo ma rifiutò di subire un'operazione chirurgica in artroscopia al ginocchio infortunato e fu svincolato prima dell'inizio della stagione, non giocando più nella NFL.

## Palmarès
- National Football Conference Championship: 1

Philadelphia Eagles: 2004